# Táu hoa thưa
Táu hoa thưa hay táu ít hoa (danh pháp hai phần: Vatica pauciflora) là một loài thực vật thuộc họ Dipterocarpaceae. Loài này có ở Indonesia, Malaysia, Singapore, và Thái Lan và mọc phổ biến ở các vùng đầm lầy nước ngọt và ven sông.